# Mujer de madera
Mujer de madera (lit. Mulher de Madeira) é uma telenovela mexicana produzida por Emilio Larrosa para a Televisa e exibida pelo Canal de las Estrellas entre 26 de abril de 2004 e 4 de fevereiro de 2005, substituindo Mariana de la noche e sendo substituída por La madrastra, em 205 capítulos. 
A história tem autoria de Alejandro Pohlenz e direção-geral de José Dossetti. O tema de abertura é uma canção do mesmo nome, "Mujer de madera", interpretada por Cristian Castro e escrita pelo mesmo, em parceria com Randy Borlow e Nicolás Tovar. 
A trama foi protagonizada por Edith González, (que foi substituída por Ana Patricia Rojo), Gabriel Soto e Jaime Camil e antagonizada por Maya Mishalska e Carlos Cámara Jr.

## Sinopse

### 1ª Fase
Quando criança, Marissa (Natalia Juárez) tentou escapar de um incêndio florestal perto do rancho "Las Cúspides", de propriedade de seu pai, Aarón (Julio Alemán), mas uma árvore caiu em cima de seu carro. Marissa salvou apenas uma de suas irmãs, Aída, porque, ao tentar salvar seu pai e sua outra irmã, Lucrecia, o carro explodiu.
Passa-se o tempo, e Marissa (Edith González) se transforma  em uma bela mulher, noiva de César Linares (Jaime Camil). Mas, justo no dia de seu casamento, aparece uma mulher chamada María Eugenia, que diz estar grávida de César, e casamento é cancelado. Desde então, o coração de Marissa se torna frio e autoritário e ela se transforma na "mulher de madeira".
Um dia, ela volta a "Las Cúspides" com sua tia, Piedad (Maya Mishalska), devido à invasão da propriedade. O capataz de "Las Cúspides" é Efraín Gutiérrez (Carlos Cámara Jr.), cúmplice de Piedad no desmatamento clandestino de árvores e apaixonado por Marissa. Paralelo a isso, Aída (Ludwika Paleta), irmã de Marissa, está apaixonada pelo biólogo Carlos Gómez (Gabriel Soto), filho da cozinheira Celia (María Sorté). Mas Carlos é chamado para fazer uma investigação em "Las Cúspides", onde conhece e se apaixona por Marissa, causando uma rivalidade entre as duas irmãs.
Enquanto isso, César vive infeliz com sua esposa, María Eugenia, e sua filha, mas sem se esquecer de Marissa, e refugia-se no álcool. María Eugenia o abandona, mas na fuga sofre um grave acidente onde morre e sua filha passa a viver em uma cadeira de rodas. Nisso, César vai atrás de Marissa, que já está apaixonada perdidamente por Carlos.
Perto de "Las Cúspides", Aarón e Lucrecia (Adamari López), pai e irmã de Marissa, estão vivos. Enquanto Aarón foi resgatado e cuidado por Mago (Irina Areu), apaixonada por ele, Lucrecia foi salva pelo curandeiro Cruz (Alejandro Villeli).
Marissa, porém, não sabe disso, até que Efraín decide se vingar dela [por ela ter dito à sua prometida que ele era um assassino e ela se distancia dele] e logo encontra Aarón e o usa para levar Marissa até uma cabana abandonada e incendiando. Quando ela vai tentar salvá-lo, uma viga em chamas cai em cima de Marissa e seu rosto fica completamente desfigurado. Para ajudá-la, César a envia para uma clínica onde lhe reconstroem o rosto.

### 2ª Fase
Um dia, todos os em volta dos Santibáñez são chamados ao rancho e se surpreendem: Marissa (Ana Patrícia Rojo) volta com um novo rosto e ainda mais fria do que antes. Primeiro, se separa de Carlos e o entrega nas mãos de Aída; depois, volta a se relacionar com César. Mas Piedad o ameaça e, atendendo seu pedido, abandona Marissa para salvar sua filha.
Mesmo assim, Piedad sequestra César e sua filha, mas os dois acabam escapando. Temendo a perseguição da Polícia, Piedad, ao tentar fugir, acaba sofrendo um acidente, onde morre. Marissa quer que César volte para ela e lhe dá uma oportunidade, mas ele novamente a abandona. Então, Marissa passa a cuidar do filho do renomado médico Marco Antonio Yáñez (Roberto Blandón), e levando uma indireta de César, que achou que ela era a nova mulher de Marco Antonio e inicia uma relação com a jovem Alondra (Paola Treviño). Mas, Marissa descobre que tanto Alondra quanto Marco Antonio planejaram separá-la de César. Marissa até chega a ir pro casamento, mas sendo sequestrada por Piedad, que havia forjado a própria morte; quando escapa, volta a viver ao lado de César.
Nesse meio tempo, Caridad (Maya Mishalska), irmã gêmea de Piedad, chega da Polônia querendo vingar-se da irmã por ser enganada por ela, já sabendo que Piedad está viva. Caridad não quer que o plano siga adiante e pede a Piedad que tome seu lugar.
No meio da trama, ocorrem duas mortes: a de Combayo (Rudy Casanova), ao cair dentro da jaula de sua pantera de estimação, que o comeu; e a de Aída, pelas mãos de Efraín, que se transforma em fugitivo.

### Reta Final
Três casais acabam se unindo: Marissa e César, Carlos e Mariana (Mayrín Villanueva) e Celia e Aarón. Mas, Piedad, assumindo o lugar da irmã, Caridad, tenta matar Marissa. Quando chega Caridad, Piedad também tenta matá-la, mas acabam capturando a vilã.
Na festa de casamento, os casais quase são mortos pelas mãos de Efraín, que acaba fugindo. César e Carlos acham seu paradeiro, e Carlos se esbarra com Efraín, a quem lhe dá uma paulada, mas Efraín atinge Carlos com uma pedra, deixando-o inconsciente. Efraín já se prepara para esquartejá-lo com uma motoserra, quando César tira Carlos dali. Pouco adianta, pois Efraín também atinge a César com uma paulada, também deixando-o inconsciente e também na "fila de esquartejamento". Porém, a motoserra não funciona.
Então, Efraín decide matar Carlos primeiro, amarrando-o a um trator carregado de troncos de madeira. Mas, para seu azar, o trator também não funciona muito bem. César acaba pegando o porrete com que fora atingido por Efraín e dá-lhe o troco, salvando Carlos mais uma vez. Efraín, ainda atirado ao chão, acaba morrendo quando um tronco cai do trator e o mata instantaneamente.
Piedad acaba num manicômio e Marissa, finalmente, se torna feliz ao lado de César, da enteada e de sua filha com ele, Aída, com a qual Marissa homenageara sua irmã falecida.

## Produção
A trama abordou a ecologia e ao longo dela houve uma grande luta para cuidados com o meio ambiente, tendo como temática a derrubada indiscriminada de árvores.
Pouco tempo depois que a novela estreou, a atriz Edith González, protagonista da trama, confirmou que estava grávida de 3 meses. Mediante a situação, foi necessário substituir a atriz por causa da gravidez.
O produtor Emilio Larrosa procurou outra atriz para substituí-la. Uma possibilidade era ter as personagens de Ludwika Paleta e Adamari López como as novas protagonistas, mas Larrosa decidiu encontrar uma nova atriz.
A atriz Itati Cantoral foi convidada para substituir Edith como protagonista da telenovela, porém, ela não aceitou, devido ao seu contrato de exclusividade com a Telemundo. Na quinta-feira, 1º de julho de 2004, foi anunciado que a atriz Ana Patricia Rojo havia sido escolhida para substituir González.
A atriz Ludwika Paleta deixou a trama antes do fim. O motivo foi seu casamento com o ator Plutarco Haza. A decisão havia sido tomada antes do esticamento da telenovela e toda a produção já estava sabendo.

## Elenco
- Edith González / Ana Patricia Rojo - Marisa Santibáñez Villalpando
- Jaime Camil - César Linares Ruiz
- Maya Mishalska - Piedad Villalpando / Caridad Villalpando
- Gabriel Soto - Carlos Gómez Álvarez
- Ludwika Paleta - Aída Santibáñez Villalpando
- Adamari López - Luz Peralta / Lucrecia Santibáñez Villalpando
- María Sorté - Celia Álvarez de Gómez
- Carlos Cámara Jr. - Efraín Gutiérrez Soto
- Carlos Bracho - Ramiro Linares
- Julio Alemán - Aarón Santibáñez
- Claudio Báez - Benjamín Gómez
- Otto Sirgo - Leopoldo Rebollar
- Roberto Blandón - Marco Antonio Yáñez
- Nailea Norvind - Viviana Palomares
- Frances Ondiviela - Georgina Barrenechea
- Lorena Tassinari - Rocío Domínguez
- Jorge Poza - Rogelio Rebollar
- Jorge Consejo - Flavio Garci
- Lupita Lara - Lucía Ruiz de Linares
- Erika García - Andrea Gómez Álvarez
- José Luis Cordero "Pocholo" - Felipe Calderón
- Andrea García - Alicia
- Adriana Laffan - Jimena
- Irina Areu - Doña Mago
- Rudy Casanova - Nelson Winter "El Combayo"
- Toño Infante - Ángelo
- Juan Carlos Casasola - Heriberto
- Alejandro Villeli - Cruz Peralta
- Roberto Tello - "El Buda"
- Ricardo Barona - Sergio "El Perico" Portillo
- Mayrin Villanueva - Mariana Rodríguez
- Michelle Ramaglia - Virginia "Vicky" Galván / "Perla"
- Silvia Ramírez - Carmen Rivera
- Mauricio Barcelata - Vicente
- Eduardo Cuervo - Horacio
- Gabriela Zamora - Jennifer
- Karla Lozano - Antonia Linares Morelos
- Elias Chiprout - Adán Barrenechea
- Zoila Quiñones - Adelaida Portillo
- Gustavo Negrete - Edmundo Rivas-Cacho
- Anghel - Clarabella Portillo
- Rodolfo Vélez - Don Máximo Portillo
- Ricardo Silva - Ernesto
- Raúl Ochoa - Raúl
- Claudia Troyo - Déborah "Deby" San Román
- Hugo Aceves - Aldo
- Silke Ruiz - Montserrat Urrutia
- Paola Treviño - Alondra Rivas-Cacho
- María Dolores Oliva - Esperanza Villalpando de Santibáñez
- Isabel Molina - Kassandra Barrenechea
- Gerardo Klein - Isaac Santibáñez
- Carlos Miguel - Miguel Aguirre
- Mario del Río - Sánchez
- Franco Marelli - Cocoxo
- Siena Perezcano - Yatana
- Claudia Mendoza - Eugenia
- Luis Romo - Jonathan "El Rasguñado" Naranjo Ruvalcaba
- Martha Ortiz - Concepción
- Luz María Guizar - Jessica Calderón
- Elena Carrasco - Lic. Malpica
- Mónica Macías - Venus
- Ricardo Crespo - Lucio
- Marco Méndez - Alberto "Beto"
- Verónica Ibarra - Berenice
- Gabriela Ramírez - Candy
- Mónika Muñoz - Renata
- Gisella Aboumrand - Karen
- Pablo Magallanes - Valentín Calderón
- Fátima Torre - Paola
- Aída Hernández - Ana Luisa
- Alberto Chávez - Pedro
- Andrés Garza - Marquito
- Armando Zamarripa - Patricio Magaña
- Arturo Muñoz - Ignacio
- Benjamín Islas - Enrique
- Bertha Kaim - Stripper
- Eduardo de Guise - Armando "Armandito" Quiroz
- Florencia Ferret - Alba Belmont
- Georgina del Rincón - Teté
- Haydeé Navarra - Flor
- Iliana de la Garza - Chonita
- Javier Ernez - Melchor Magaña
- Jorge Trejo - Facundo
- Lorena Álvarez - Dalia
- Miguel Garza - Contador
- Miguel Serros - Dr. Osvaldo Núñez
- Norma Iturbe - Rosita
- Paola Flores - Fernanda
- Regina Abad - Ivonne Barrenechea
- Roberto Porter - Padre
- Eric Prats - "Embaixador Inglês"
- Rodrigo Ruiz - Carmelo
- Roger Cudney - Dr. Jonathan Wilson
- Lisardo - Emilio Arroyo
- Alejandro Calva - Clemente Rebollar
- Salvador Ibarra - Martín Uriarte
- Sergio García - Joaquín
- Sylvia Valdés - Brígida
- José Ron - Adrián
- José María Negri - Dr. Saldívar
- Julio Escalero - Padre
- Omar Ayala - Assaltante
- Ulises Guzmán - Assaltante
- Sergio Castillo - Inspetor de polícia
- Julian Sedgwick - Assistente do Dr. Wilson
- Hiram Vilchez - Professor
- Enrique del Olmo - Dr. Guzmán
- Alfredo Alfonso - Lic. Pedro Treviño
- Francisco Calvillo - Fotógrafo
- Carlos Santos - Comandante
- Jeanette Snyder - Vanessa
- Tony Vela - Santiago
- Kabah - Eles mesmos
- Rafael Inclán - Ele mesmo
- Natalia Juárez como Marisa Santibáñez na infância

## Audiência
Teve média de 21,8 pontos.

## Prêmios e indicações

### Prêmio TVyNovelas 2005
| Categoria                 | Pessoa            | Resultado |
| ------------------------- | ----------------- | --------- |
| Melhor telenovela         | Emilio Larrosa    | Nomeado   |
| Melhor atriz protagonista | Edith González    | Nomeada   |
| Melhor ator protagonista  | Gabriel Soto      | Nomeado   |
| Melhor atriz antagonista  | Maya Mishalska    | Nomeada   |
| Melhor ator antagonista   | Carlos Cámara Jr. | Nomeado   |
| Melhor atriz coadjuvante  | Adamari López     | Nomeada   |
| Melhor ator coadjuvante   | Carlos Bracho     | Nomeado   |